# مایکل ادرسن
مایکل اُدرسن (انگلیسی: Michael Audreson؛ زادهٔ ۱ اوت ۱۹۵۶) بازیگر است. وی بین سال‌های ۱۹۶۴ تا ۲۰۱۱ میلادی فعالیت می‌کرد.
از فیلم‌ها یا برنامه‌های تلویزیونی که وی در آن نقش داشته است، می‌توان به وروجک‌ها اشاره کرد.